# پلازا ونزوئلا

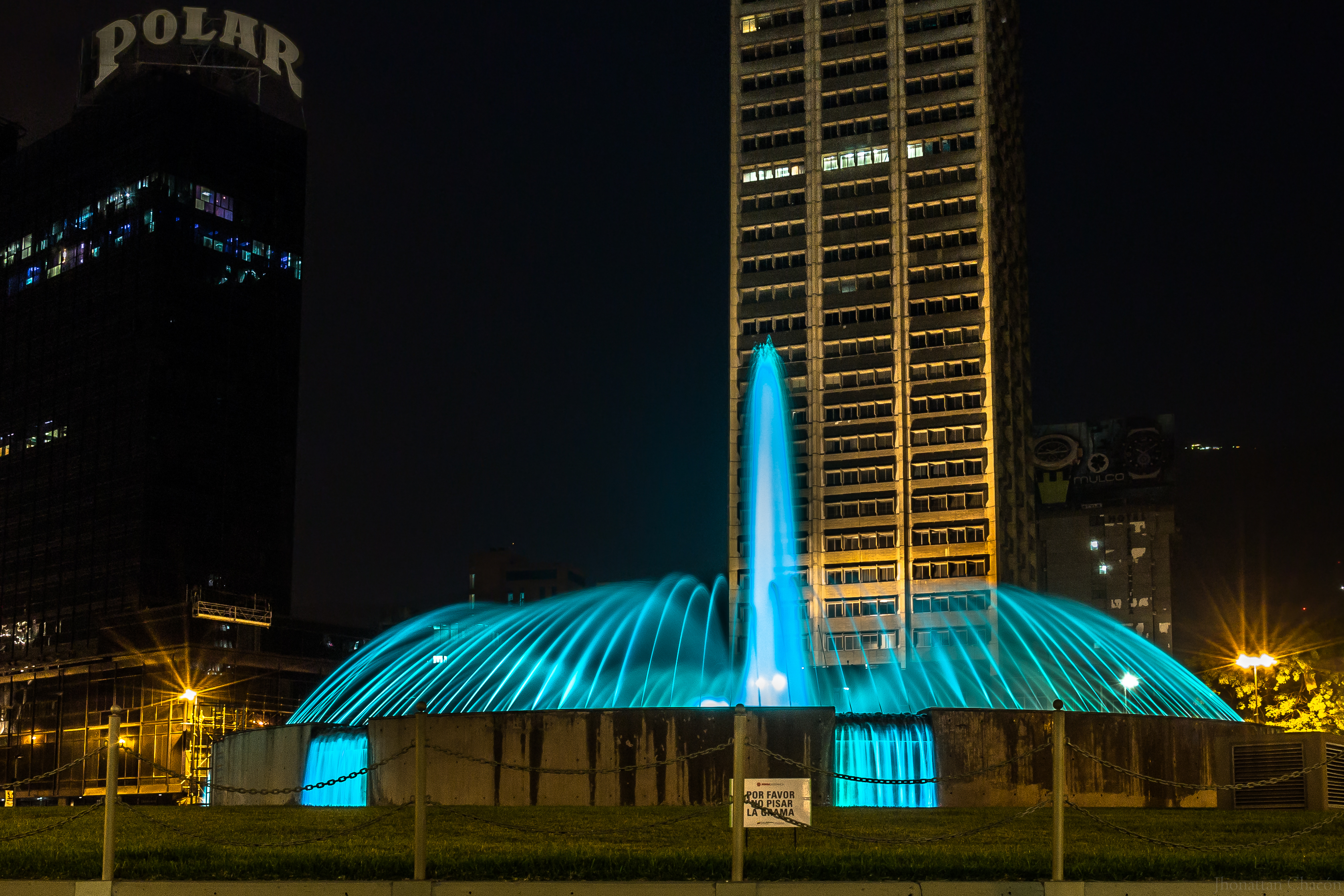
پلازا ونزوئلا در شب

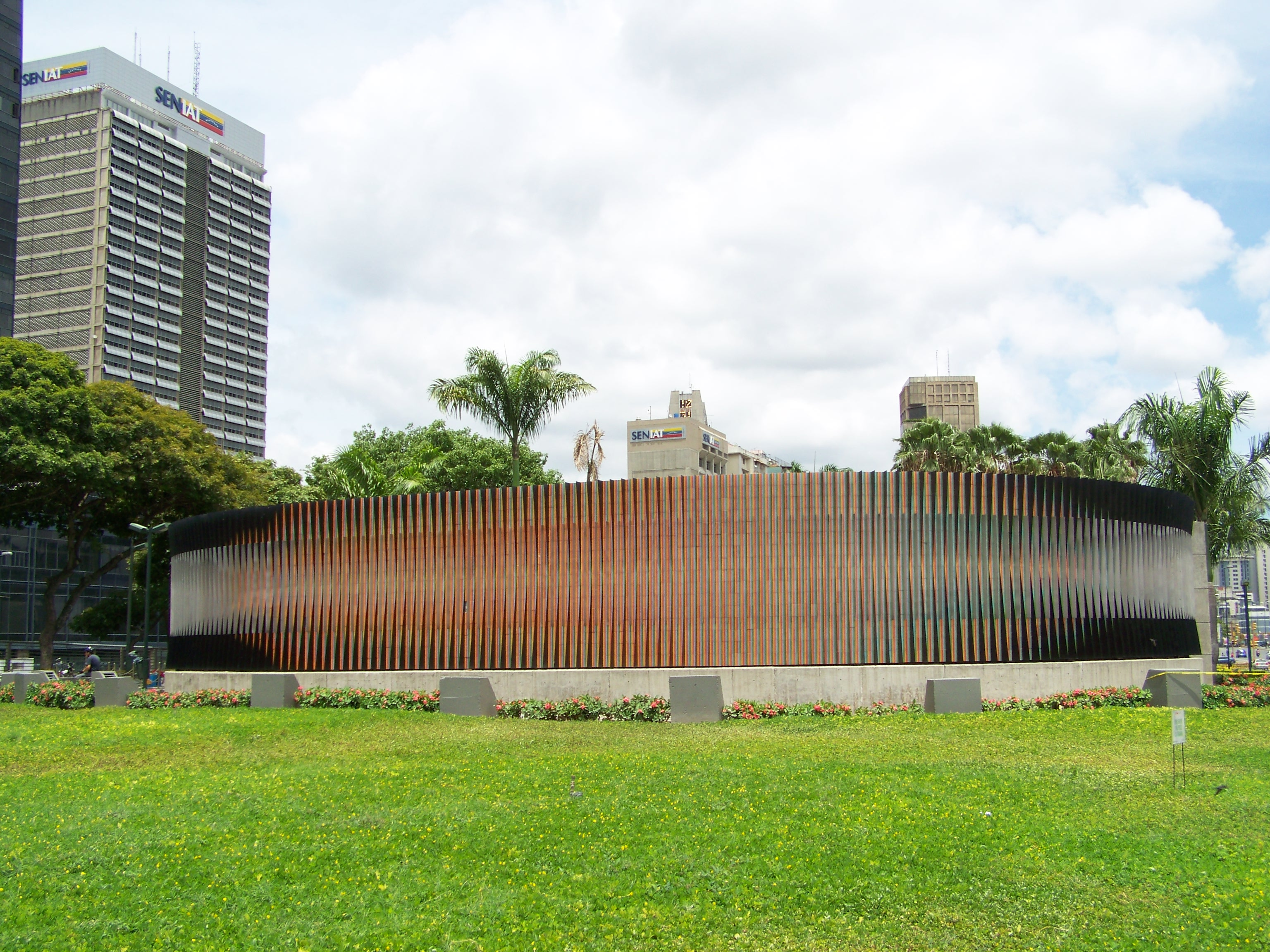
فیزیکرومی دوگاه کرالوس کروز دیز

پلازا ونزوئلا (میدان ونزوئلا به زبان اسپانیایی) میدانی است در کاراکاس ونزوئلا که در سال ۱۹۴۰ افتتاح شد و در واقع در مرکز جغرافیایی کاراکاس قرار دارد.
در این میدان نشانه‌های بسیاری از کاراکاس به چشم می‌خورد از جمله آب نمای چراغ دار، بنای تاریخی کریستف کلمب از مانوئل دلا کوا، فیزیکرومی به احترام آندرئاس بلو اثر کرلوس کروز دیز و مجسمه آفتابی باز اثر آلخاندرو اوترو.
از این میدان می‌توان به مکان‌های مهم دیگر مانند شهر دانشگاهی، باغ گیاه‌شناسی کاراکاس، برج‌های دوقلوی پارک مرکزی، بلوار سابانا گرانده و مرکز فرهنگی هنری شهر راه پیدا کرد. بین سال‌های ۲۰۰۷ و ۲۰۰۹ مرکز هنری لااستانسیا PDVSA طرحی برای مرمت این منطقه اجرا نمود.
آب نمای این میدان از سال ۱۹۴۰ مورد پنج طرح مرمت قرار گرفته‌است و آنچه امروز می‌بینیم از نهم اوت ۲۰۰۹ تا به امروز به همین وضع است و به فناوری رسانه در کنترل روشنایی و دستگاه‌های حالت جامد مجهز شده‌است. نخستین بار است که آین آب‌نما با موسیقی کار می‌کند.
در مترو کاراکاس ایستگاهی به نام همین میدان وجود دارد که می‌توان برای رفتن به آن میدان از این ایستگاه استفاده کرد.